# Edinburgh Waverley
Edinburgh Waverley är Edinburghs centralstation och Storbritanniens nästa största järnvägsstation, belägen under North Bridge i den smala dalen mellan Old Town i söder och New Town i norr. Stationen har fått sitt namn efter romansviten Waverley av sir Walter Scott.

## Historia
Den första järnvägen nådde Edinburgh 1842 när Edinburgh and Glasgow Railway började köra tåg från nuvarande Edinburgh Haymarket, en bit väster om Waverley, till Glasgow. Men med målet att ha en station längre österut, vid North Bridge. Samtidigt var andra bolag intresserade av att bygga en järnvägsstation på samma plats och 22 juni 1846 öppnade North British Railway North Bridge station som slutstation på deras linje från Berwick-upon-Tweed. Året efter, öppnade Edinburgh and Glasgow Railway sin General station som en ny slutstation för linjen från Glasgow och Edinburgh, Leith and Newhaven Railway sin Canal Street station för linjen till Leith och Newhaven på samma plats, och på samma dag, 17 maj. Från omkring 1854 användes Waverley som ett samlingsnamn på de tre stationerna. 
1868 hade North British Railway köpt de två andra bolagen, rev därefter alla tre stationerna och byggde dagens station som fick namnet Edinburgh Waverley. Stationen har varit i drift sedan dess, först av North British, sedermera LNER, British Railways, Railtrack och idag ägs och sköts stationen av Network Rail.
1991 elektrifierades stationen tillsammans med linjen till Glasgow och East Coast Main Line till London.